# Pojana
Pojana (Poiana) – rodzaj ssaków z podrodziny Genettinae w obrębie rodziny wiwerowatych (Viverridae).

## Rozmieszczenie geograficzne
Rodzaj obejmuje gatunki występujące w Afryce (Liberia, Wybrzeże Kości Słoniowej, Kamerun, Republika Środkowoafrykańska, Gwinea Równikowa, Gabon, Kongo i Demokratyczna Republika Konga).

## Morfologia
Długość ciała (bez ogona) 30–38 cm, długość ogona 34–40,2 cm; masa ciała 455–750 g. Wzór zębowy: I {\displaystyle {\tfrac {3}{3}}} C {\displaystyle {\tfrac {1}{1}}} P {\displaystyle {\tfrac {4}{4}}} M {\displaystyle {\tfrac {1}{2}}} = 38.

## Systematyka
Rodzaj zdefiniował w 1864 roku angielski zoolog John Edward Gray w artykule zatytułowanym Przegląd rodzajów i gatunków wiwerowatych (Viverridae) oparty na kolekcji w Muzeum Brytyjskim, opublikowanym na łamach „Proceedings of the Zoological Society of London”. Gatunkiem typowym jest (oznaczenie monotypowe) pojana kongijska (P. richardsonii).

### Etymologia
Poiana: etymologia niejasna, J.E. Gray nie wyjaśnił znaczenia nazwy rodzajowej; Palmer sugerował, że nazwa pochodzi najwyraźniej od drugiego człony dawnej nazwy Bioko – Fernando Po, na której znaleziono okaz typowy.

### Podział systematyczny
Istnieją dwie, szeroko oddzielone (około 1600 km) od siebie allopatryczne populacje Poiana: populacja zamieszkująca Kongo (P. richardsonii) oraz populacja z zachodniej Afryki, która została podniesiona w 1974 roku do rangi gatunku (P. leightoni). Zapisy Poiana są nieliczne i rozproszone, jednak najnowsze badania potwierdzają status leightoni jako odrębnego gatunku. Do rodzaju należą następujące gatunki:
| Grafika | Gatunek             | Autor i rok opisu      | Nazwa zwyczajowa           | Podgatunki         | Rozmieszczenie geograficzne | Podstawowe wymiary                      | Status IUCN |
| ------- | ------------------- | ---------------------- | -------------------------- | ------------------ | --- | --------------------------------------- | ----------- |
|         | Poiana leightoni    | Pocock, 1908           | pojana zachodnioafrykańska | gatunek monotypowy | zachodnia Afryka w Liberii i Wybrzeżu Kości Słoniowej; niepotwierdzony w południowo-wschodniej Gwinei                                                          | DC: 30–38 cm DO: 35–40 cm MC: 500–700 g | VU          |
|         | Poiana richardsonii | (T.R.H. Thomson, 1842) | pojana kongijska           | 2 podgatunki       | lasy nizinne i górskie w Kamerunie, Republice Środkowoafrykańskiej, Gwinei Równikowej (w tym na wyspie Bioko), Gabonie, Kongu i Demokratycznej Republice Konga | DC: 32–40 cm DO: 34–40 cm MC: 455–750 g | LC          |

Kategorie IUCN:  LC  – gatunek najmniejszej troski,  VU  – gatunek narażony.